# Яноши, Ференц
Ференц Яноши (венг. Jánosi Ferenc, 17 июня 1938, Мишкольц, Боршод-Абауй-Земплен — 19 февраля 2023, Будапешт) — венгерский волейболист. Он участвовал в мужском турнире на летних Олимпийских играх 1964 года.

## Биография
Родился 17 июня 1938 года в Мишкольце, в семье полицейского Йожефа Яноши и Анны Фараго. Его первой женой была Анико Дуча, гимнастка и тренер, бронзовый призер Олимпийских игр. Их дочь Жужа Яноши — фехтовальщица, завоевавшая бронзовую медаль Олимпийских игр. Его второй женой была рекламный пропагандист Гидай Тюнде.
Умер в Будапеште 19 февраля 2023 года в возрасте 84 года.

## Карьера
В 1956 году окончил Геодезический технический колледж в Мишкольце. В 1970 году получил аттестат учителя физкультуры в техникуме физкультуры.

### В команде клуба
В период с 1952 по 1954 год он был волейболистом за «Мишкольц Элёре», с 1955 по 1958 год за MVSC и с 1959 по 1973 год за «Уйпешти Дожа». С командой Уйпешт он выиграл семь чемпионатов Венгрии и три кубка. В 1962 году он был членом команды бронзовых медалистов БЕК.

### В сборной
В период с 1957 по 1970 год он 196 раз выступал за сборную Венгрии. Он был членом команды чемпионата Европы 1963 года и сборной, завоевавшей серебряные медали Универсиады 1965 года. На Олимпийских играх 1964 года в Токио он занял шестое место в составе национальной сборной. В период с 1958 по 1970 год он участвовал в четырех чемпионатах мира и трёх чемпионатах Европы.

### Как тренер
С 1970 по 1973 год он был игровым тренером Уйпешти Дожа. С 1975 по 1978 год он был главным тренером мужской команды Дожа. С 1991 года он был тренером мужской команды БВСК.

### Как спортивный менеджер
С 1975 по 1982 год он был членом правления волейбольной секции Уйпешт-Дожа, членом правления Венгерской федерации волейбола, а с 1989 года он был членом MOB.